# Damien Shaw
Damien Shaw (10 juli 1984) is een Iers voormalig wielrenner die in 2018 reed voor Holdsworth Pro Racing.

## Carrière
In 2012 piloteerde Shaw, op de tandem, de blinde James Brown naar de bronzen medaille in de tijdrit op de Paralympische Spelen.
In 2015 werd Shaw nationaal kampioen op de weg, door in Omagh solo als eerste over de finish te komen. Eddie Dunbar werd ruim een minuut later tweede. Twee jaar later, in april 2017, won hij de eerste etappe van de Ronde van Loir-et-Cher door Thomas Rostollan op de finish vier seconden voor blijven. De leiderstrui die hij daaraan overhield raakte hij na de vierde etappe kwijt aan Alexander Kamp.

## Overwinningen
2015
 Iers kampioen op de weg, Elite
2017
1e etappe Ronde van Loir-et-Cher

## Ploegen
- 2016 –  An Post-Chain Reaction
- 2017 –  An Post Chain Reaction
- 2018 –  Holdsworth Pro Racing

Bennett · Bovenhuis · Gate · Spark · McConvey · Montgomery · Scott · Shaw · Stannus · Stewart · Vereecken · Wastyn · Watson · Wilson · Fyffe (stagiair) · McKenna (stagiair)
Bokeloh · Gardner · Gough · Gunst · Hennebry · Jamieson · Kasperkiewicz · MacKinnon · McKenna · Muela · Scott · Shaw · Stewart · Teggart · Tietema · Vanderaerden
Downing · Lizde · L. Mazzone · T. Mazzone · McCrystal · McDunphy · McKenna · Shaw · Thurau · Trulock · Viel · Womersley · Yallouris